# Skikda
Skikda (arabiska سكيكدة, tidigare Philippeville) är en hamnstad i Algeriet, cirka 60 km nordost om Constantine, och är huvudort i provinsen Skikda. Folkmängden i kommunen uppgick till 163 618 invånare vid folkräkningen 2008, varav 147 594 bodde i centralorten.
Skikda är en oljehamn och slutpunkten för en oljeledning från Sahara. Där finns också petroleumrelaterad industri, och man exporterar lantbruksprodukter och järn.
Staden grundades 1838 på och till en del av ruinerna av den romerska stationen Rusicada, som redan år 255 omnämns som biskopssäte.